# Toronto FC
A Toronto FC labdarúgó csapatát, 2005-ben alapították és a Major League Soccer keleti főcsoportjának tagja. Székhelyük Toronto, amely Ontario államban található Kanadában. Főbb riválisa a szintén kanadai Montréal.

## Játékoskeret
2023. április 25. szerint.
| #  |                    | Poszt | Név                     |
| -- | ------------------ | ----- | ----------------------- |
| 1  | USA                | K     | Sean Johnson            |
| 2  | USA                | V     | Matt Hedges             |
| 3  | CAN                | V     | Cristián Gutiérrez      |
| 4  | USA                | KP    | Michael Bradley         |
| 6  | ZAM                | V     | Aimé Mabika             |
| 7  | CAN                | V     | Jahkeele Marshall-Rutty |
| 8  | ESP                | KP    | Víctor Vázquez          |
| 9  | USA                | CS    | C.J. Sapong             |
| 10 | ITA                | CS    | Federico Bernardeschi   |
| 14 | CAN                | KP    | Mark-Anthony Kaye       |
| 17 | NOR                | V     | Sigurd Rosted           |
| 18 | Trinidad és Tobago | K     | Greg Ranjitsingh        |
| 19 | CAN                | V     | Kobe Franklin           |
| 20 | CAN                | CS    | Ayo Akinola             |
| 21 | CAN                | KP    | Jonathan Osorio         |

| #  |          | Poszt | Név                                                       |
| -- | -------- | ----- | --------------------------------------------------------- |
| 22 | CAN      | V     | Richie Laryea (kölcsönben a Nottingham Forest csapatától) |
| 23 | USA      | KP    | Brandon Servania                                          |
| 24 | ITA      | CS    | Lorenzo Insigne                                           |
| 27 | USA      | V     | Shane O′Neill                                             |
| 23 | USA      | V     | Josh Williams                                             |
| 28 | ITA      | V     | Raoul Petretta                                            |
| 29 | CAN      | CS    | Deandre Kerr                                              |
| 30 | Salvador | K     | Tomás Romero                                              |
| 47 | CAN      | KP    | Kosi Thompson                                             |
| 52 | ESP      | KP    | Alonso Coello Camarero                                    |
| 77 | CAN      | CS    | Jordan Perruzza                                           |
| 81 | CAN      | KP    | Themi Antonoglou                                          |
| 83 | CAN      | CS    | Hugo Mbongue                                              |
| 99 | NOR      | CS    | Adama Diomande                                            |

## Menedzserek
- Mo Johnston (2006. augusztus 22.- 2008. február 1.)
- John Carver (2008. február 1.- 2009. április 25.)
- Chris Cummins (2009. április 29.- 2011. október 24.) (megbízott)
- Preki (2009. november 19.- 2010. szeptember 14.)
- Nick Dasovic (2010. szeptember 14.- 2011. január 6.) (megbízott)
- Aron Winter (2011. január 6.- 2012. június 7.)
- Paul Mariner (2012. június 7.- 2013. január 7.)
- Ryan Nelsen (2013. január 7.- 2014. augusztus 31)
- Greg Vanney (2014. augusztus 31.- 2020. december 1.)
- Chris Armas (2021. január 13.- 2021. július 4.)
- Javier Pérez (2021. július 4.- 2021. november 23.)
- Bob Bradley (2021. november 24.- Jelenleg is)

## Sikerlista
- MLS
  - Bajnok (1): 2017

- Kanadai Kupa
  - Bajnok (8): 2009, 2010, 2011, 2012, 2016, 2017, 2018, 2020
  - Ezüstérmes (6): 2008, 2014, 2019, 2021, 2022, 2024

- Campeones Cup
  - Döntős (1): 2018